# 古沢 (川崎市)
古沢（ふるさわ）は、神奈川県川崎市麻生区の地名。丁目のない単独行政地名。住居表示未実施区域。

## 地理
小田急小田原線・多摩線の新百合ヶ丘駅北口から近く、神奈川県道3号世田谷町田線（津久井道）が通過し、麻生警察署がある。北側は東京都稲城市平尾に接する。麻生警察署の北西側（第二種住居地域）と津久井道周辺（準住居地域）を除いて市街化調整区域となっている。

## 歴史

### 沿革
- 江戸時代の古沢村（旗本朝倉氏知行）に由来する。
- 1889年（明治22年）4月1日 - 町村制の施行により柿生村が成立。柿生村大字古沢となる。
- 1939年（昭和14年）4月1日 - 川崎市に編入。川崎市古沢となる。
- 1972年（昭和47年）4月1日 - 川崎市が政令指定都市に指定され、川崎市多摩区古沢となる。
- 1982年（昭和57年）7月1日 - 多摩区から麻生区を分区し、川崎市麻生区古沢となる。

## 世帯数と人口
2025年（令和7年）6月30日現在（川崎市発表）の世帯数と人口は以下の通りである。
| 大字 | 世帯数  | 人口  |
| ---- | ------- | ----- |
| 古沢 | 333世帯 | 648人 |

### 人口の変遷
国勢調査による人口の推移。
| 年                 | 人口 |
| ------------------ | ---- |
| 1995年（平成7年）  | 414  |
| 2000年（平成12年） | 372  |
| 2005年（平成17年） | 384  |
| 2010年（平成22年） | 366  |
| 2015年（平成27年） | 438  |
| 2020年（令和2年）  | 527  |

### 世帯数の変遷
国勢調査による世帯数の推移。
| 年                 | 世帯数 |
| ------------------ | ------ |
| 1995年（平成7年）  | 164    |
| 2000年（平成12年） | 138    |
| 2005年（平成17年） | 156    |
| 2010年（平成22年） | 156    |
| 2015年（平成27年） | 201    |
| 2020年（令和2年）  | 222    |

## 学区
市立小・中学校に通う場合、学区は以下の通りとなる（2021年12月時点）。
| 番・番地等 | 小学校             | 中学校             |
| ---------- | ------------------ | ------------------ |
| 全域       | 川崎市立麻生小学校 | 川崎市立麻生中学校 |

## 事業所
2021年（令和3年）現在の経済センサス調査による事業所数と従業員数は以下の通りである。
| 大字 | 事業所数 | 従業員数 |
| ---- | -------- | -------- |
| 古沢 | 39事業所 | 2,144人  |

### 事業者数の変遷
経済センサスによる事業所数の推移。
| 年                 | 事業者数 |
| ------------------ | -------- |
| 2016年（平成28年） | 39       |
| 2021年（令和3年）  | 39       |

### 従業員数の変遷
経済センサスによる従業員数の推移。
| 年                 | 従業員数 |
| ------------------ | -------- |
| 2016年（平成28年） | 1,436    |
| 2021年（令和3年）  | 2,144    |

## 施設
- 新百合ヶ丘総合病院
- 麻生警察署
- 九郎明神社[17]

## その他

### 日本郵便
- 郵便番号 : 215-0026[3]（集配局：麻生郵便局[18]）

### 警察
町内の警察の管轄区域は以下の通りである。
| 番・番地等 | 警察署     | 交番・駐在所       |
| ---------- | ---------- | ------------------ |
| 全域       | 麻生警察署 | 新百合ヶ丘駅前交番 |

## 関連文献
- 「古澤村」『新編武蔵風土記稿』 巻ノ86都筑郡ノ6、内務省地理局、1884年6月。NDLJP:763987/81。